# NGC 1590
NGC 1590 é uma galáxia espiral (S/P) localizada na direcção da constelação de Taurus. Possui uma declinação de +07° 37' 51" e uma ascensão recta de 4 horas, 31 minutos e 10,2 segundos.
A galáxia NGC 1590 foi descoberta em 28 de Outubro de 1865 por Heinrich Louis d'Arrest.